# El Noro
Norisley Valladares Gomez surnommé El Noro est un auteur-compositeur-interprète cuba. Il a formé et dirige le groupe El Noro Y Primera Clase (qui se traduit par « Première Classe »).
Il étudie l’art et le design, et c’est de manière autodidacte qu’il se dirige vers la musique. Il fait ses preuves comme chanteur principal parmi les orchestres les plus populaires de Cuba.
Cet auteur-compositeur-interprète s'est fortement investi dans la musique cubaine. Le son, la timba et d'autres rythmes qui définissent son timbre depuis qu'il a commencé à travailler il y a plus de dix ans. Certaines de ses influences musicales sont dues à Benny Moré, Sixto Llorente "El Indio", Mario Enrique Rivera Godines (Mayito) et Tony Cala. En raison de ses qualités vocales exceptionnelles, il décide de se consacrer à la musique en 2003.
El Noro a commencé sa carrière[Quand ?] de chanteur avec le groupe « Doble Impacto » dirigé par Deisy Perez.
En 2005, il a rejoint Maykel Blanco y su Salsa Mayor, devenant connu grâce au titre Esto està. Avec ce groupe, il enregistre un album[Lequel ?].
Fin 2007 , il rejoint Manolito Simonet y su Trabuco. À partir de cette étape, les albums Control et Estrellas del Areíto, produits par Manolito Simonet, ont été enregistrés, ainsi que deux chansons qui portent sa signature : Quién te mandá et Yo lo sé.
En décembre 2009, Noro rejoint Pupy y los que Son Son, l'orchestre de César Pedroso. Il chante entre autres Mi música et La loca qu'il a lui même composé.
Sans quitter l'orchestre de Cesar Pedroso, il crée en 2013 El Noro y la Tribù et composition des chansons, parmi lesquelles Tres con dos, Tu no tienes cambio pa' mi, Voy A Portarme Mal, El Relajito.
Pour Pupy, il compose et interprète La preferencia
Le 20 octobre 2013, Noro décide de lancer sa carrière solo, formant le groupe El Noro y Primera Clase, composé de 14 jeunes musiciens issus de différentes écoles de musique ; les premières chansons qui sont écrites sont Ella et Asi de facil.
En décembre 2015, il présente son premier album Sin escala, sorti sur le label Unicornio et enregistré aux studios Abdala, composé de 12 morceaux entièrement composés par lui même. Il marque les esprits en proposant des thèmes aux arrangements frais et modernes et invite des artistes de marque comme Alexander Abreu à collaborer sur son projet. 
Son disque rencontre un bel accueil du public et décroche le prix Cubadisco Musica bailable 2016.
El Noro a été mandaté par la Direction provinciale de la culture, la Compagnie des carnavals et Musicalia pour composer une chanson pour célébrer le 497e anniversaire de La Havane, Ciudad Maravilla'.

## Discographie
- El Tiki Taka (single, 2018)

- Ciudad Maravilla (single, 2020)

### Participations
- Que Lejania (feat. Norisley Valladares Gomez) sur l'album Son Como Ayer d'Armando Miranda (2012)
- No Vale la Pena, El Noro & Yeni Valdés, sur l'album collectif Isidro Infante presenta : Cuba y Puerto Rico: Un Abrazo Musical Salsero (2017)
- Mentes Callejeras, Regálame Tu Amor feat. El Noro, sur l'album Lista Negra (2019)
- Luis Barbería, Distancia de Luna sur l'album Fuerza y Luz (2019)
- Se Terminó', El Niño Y La Verdad, El Noro, José Luis Cortés (El Tosco) sur l'album collectif Voces de Hoy (2020)
- El Hijo de Teresa y la Llegada, Amanece (feat. Emilio Frias, el Noro, Elito Reve & Manolito Simonet) (2020)
- La Masa sur l'album de Maykel Blanco, Así Somos, Vol. 1 (En Vivo en la Casa de la Música de la Habana) (2020)
- Universo (Yamil Peralta Y La Unión feat. el Micha & el Tosco) (Remix) (2021)
- Aléjate, Yamil Peralta y La Unión ft. El Noro (2021)
- Francisco Guayabal, par Joven Jazz Band de Joaquín Betancourt, El Tosco, El Noro, Kiko Ruiz, Maikel Dinza, Jordi, Robertón sur l'album collectif Día del Son Cubano (En Vivo) (2021)
- Si me preguntas sur l'album Timba 3.0 de Papucho y Su Manana Club (2022)
- Joaquín Betancourt y su Joven Jazz Band ft. El Noro - Grandes amigos (CD Saldando Deudas) (2023)
- La Historia - Adonis Llerena & Norisley Valladares Gómez "El Noro" (2023)